# Маятник (выставка)
Маятник — персональная выставка художника Александра Кислякова, открывшаяся 10 марта 2018 года в Выставочныом зале Таганрогского отделения СХ России при содействии галереи ZHDANOV.

## О проекте
На выставке были представлены 34 работы Александра Кислякова, созданные в период с 1984 по 2009 год в Таганроге и Ростове-на-Дону.
Сам Кисляков о своей выставке заявил следующее: «...я, как художник, уже некоторое время нахожусь в полосе, где карандаш, кисти, краски играют вспомогательную роль. Есть с десяток выставочных проектов, но это в будущем. Открываемую выставку я собрал, оглянувшись, из старых работ. Иным больше 30 лет. Забавно, как меня мотало по стилям, приёмам, задачам) Из стороны в сторону, словно МАЯТНИК. Надеюсь, и зрителя это позабавит».
Акционистские инициативы Кислякова на выставке были представлены фотоматериалами, своеобразной документацией о проведённых акциях в публичном пространстве. 
Выставка работала с 10 марта по 6 апреля 2018 года.

## Цитаты
- «В провинции не существуют общепризнанной вертикали ценностей и ранжира имён, касающихся современного искусства. Проживающий в Таганроге и Ростове-на-Дону, Кисляков лишен банального коммерческого успеха, но это не мешает ему, а, скорее, помогает оставаться актуальным автором. Кто-то справедливо скажет, что для того, чтобы быть актуальным, надо быть востребованным. Но, возможно, именно независимость от арт-рынка помогает Кислякову опережать конъюнктуру, идти собственной дорогой, в то же время, понимая, что ты ничего не можешь изменить в этом мире. Однако пространство, в котором обитает автор, отнюдь не уменьшает масштаба личности Кислякова. К сожалению, лишь небольшое количество людей сможет оценить глубину его саморефлексии. Работ Кислякова периода «Искусства или смерть» почти не сохранилось, его Торт Рейхстаг давно съеден, многие акции не зафиксированы...» — Светлана Крузе.
- «Ирония автора выставки, предъявленная в названии «Маятник», вполне считываема. Но, сдаётся мне, это не просто маятник. Скорее, это маятник Фуко, предъявляющий пытливому взгляду малозаметный факт — Земля, несмотря на костры инквизиции, всё-таки вращается вокруг своей оси. Маятник не вернётся в исходную точку, крайности его траектории должны очертить круг жизни. Хоть в суточном периоде, хоть в бесконечном течении времени. Да, кстати, «Маятник Фуко» Умберто Эко — одна из любимых книг Кислякова»[6] — Наталья Седова, 2018.

## Представленные работы

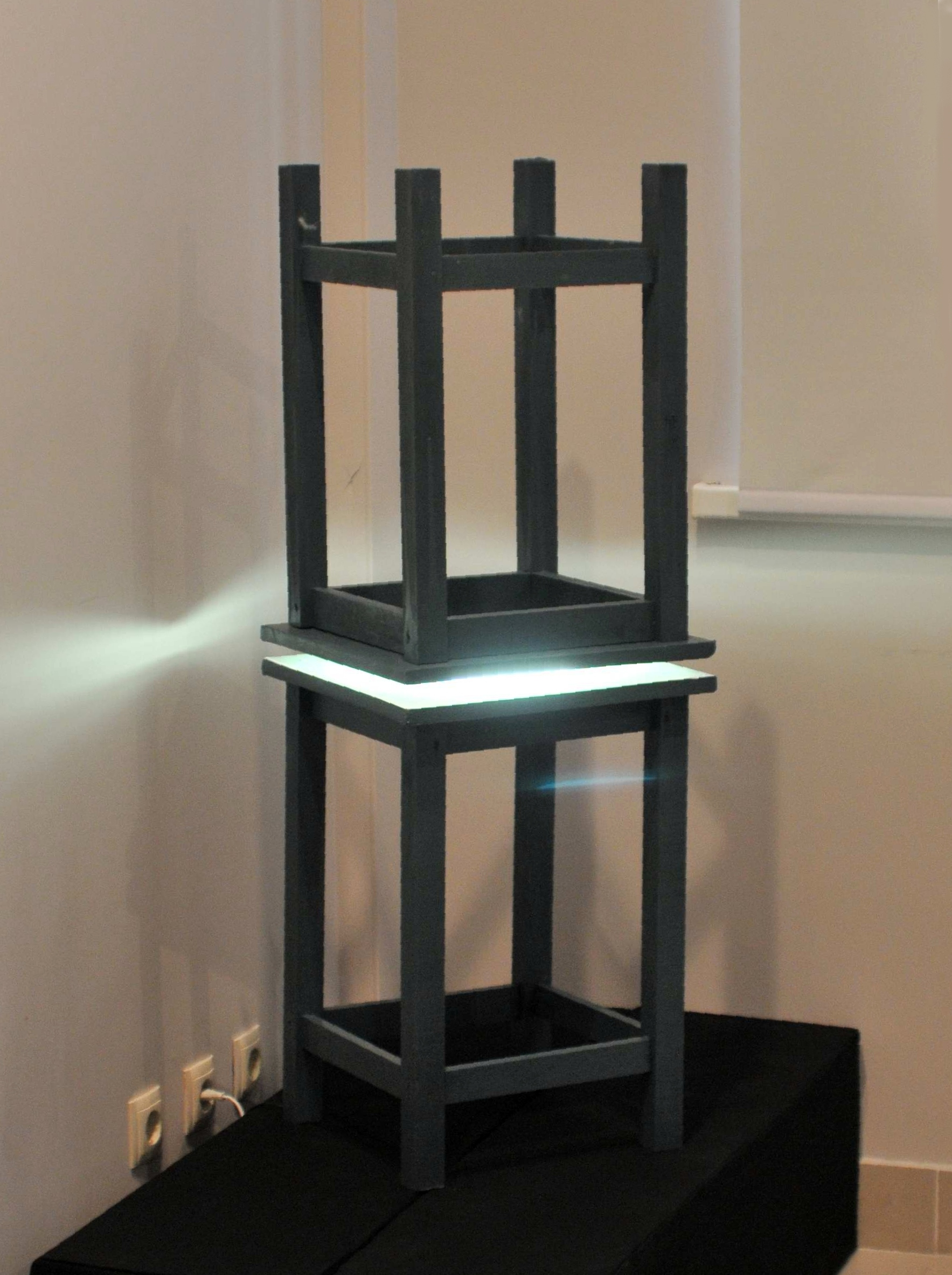
«Царство света», объект, 50х50х120, 2009
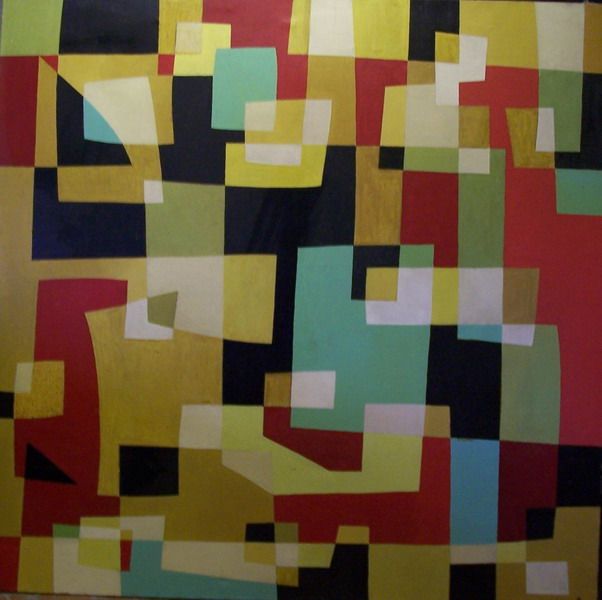
«Автопортрет», х/м, 150х150, 1994
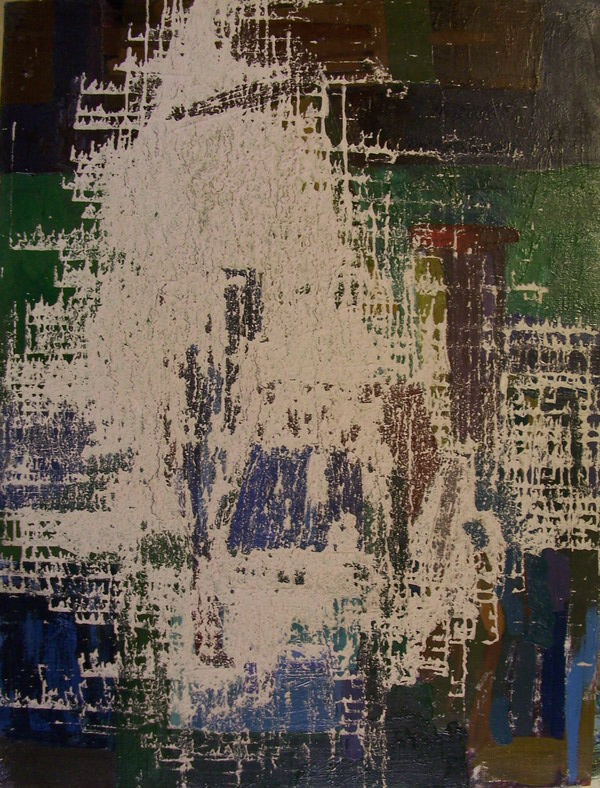
«Композиция», х/м, 110х81,5, 1994
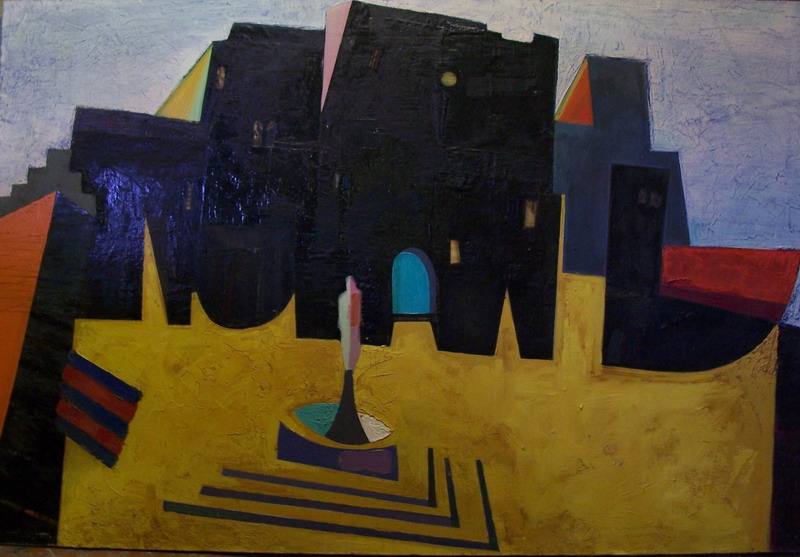
«Сиеста», х/м, 116х175, 1990
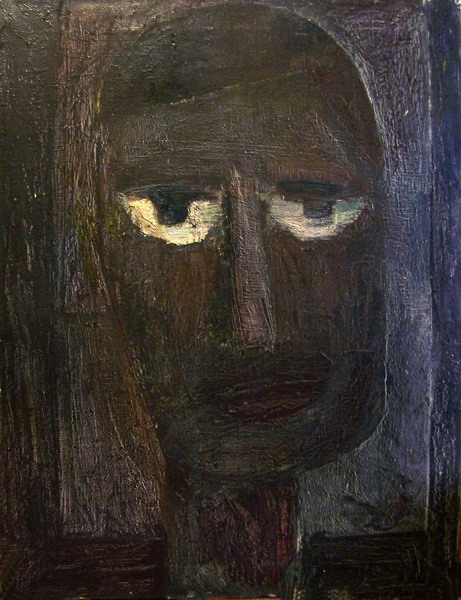
«Образец ритуального изображения», х/м, 78х60, 1988
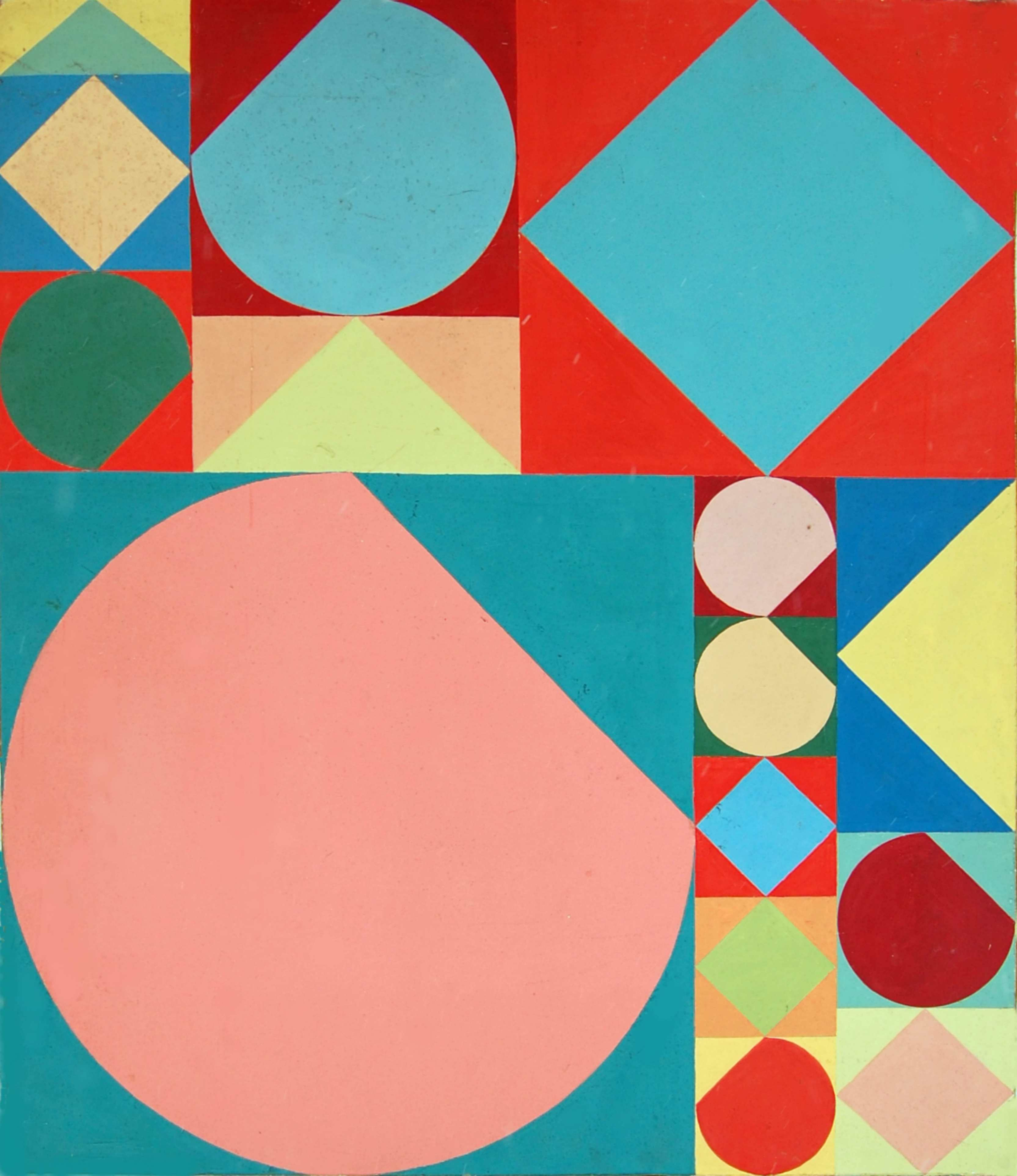
«Геометрическая композиция». Б/г, 93х80, 1987
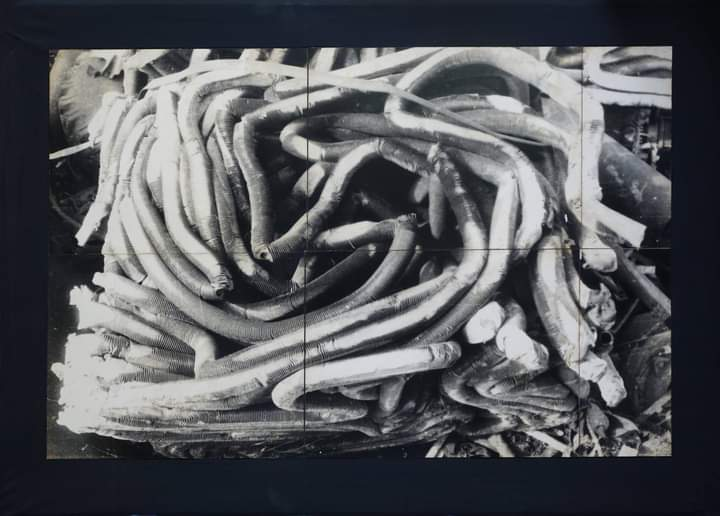
«Чужие». Серебряная фотопечать, 45,5х68,5. 1989
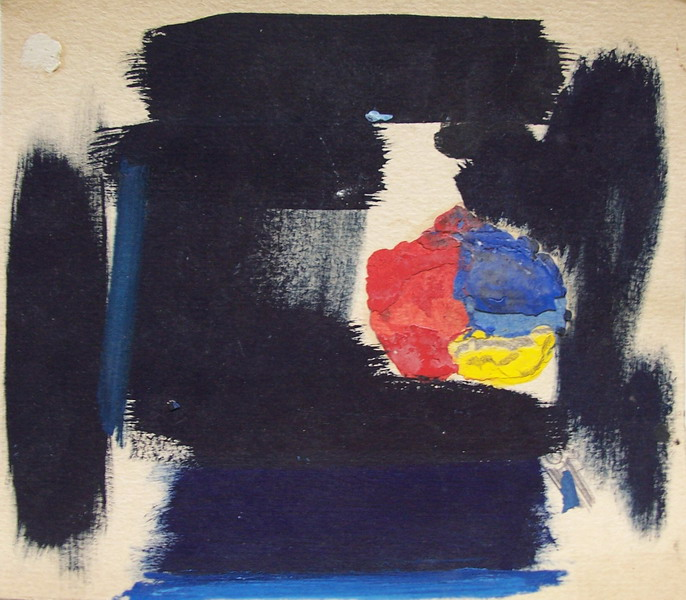
«Знали б из каких цветов выходит настоящее говно», к/м, 74,5х86, 1995
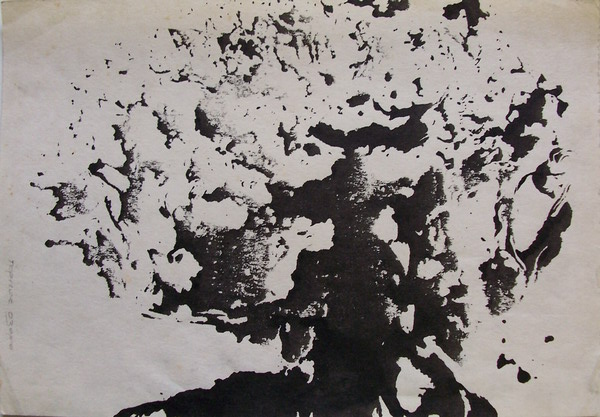
«Дуб Бетховена», монотипия, 20х28,5, 1988
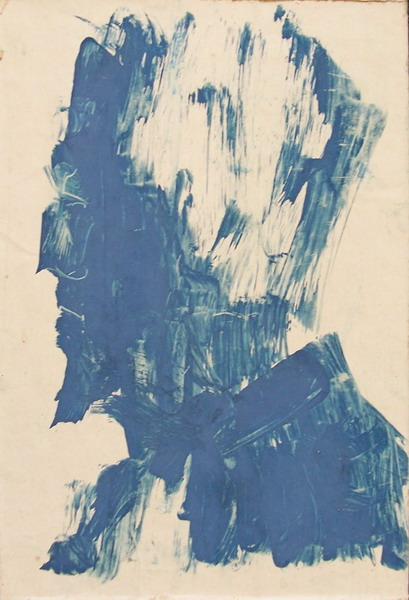
«Граф» (портрет Л.А. Стуканова), к/г, 19х13, 1990
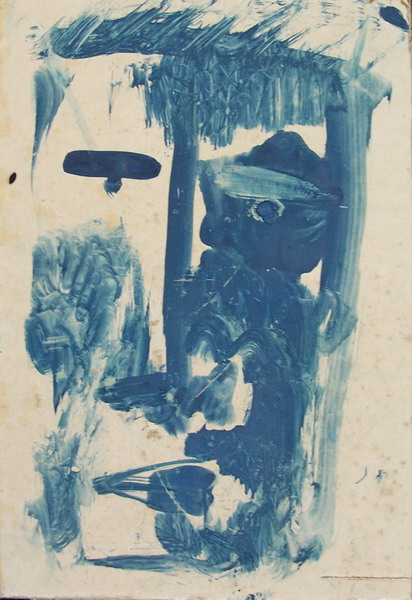
«Юра», к/г, 19х13, 1990
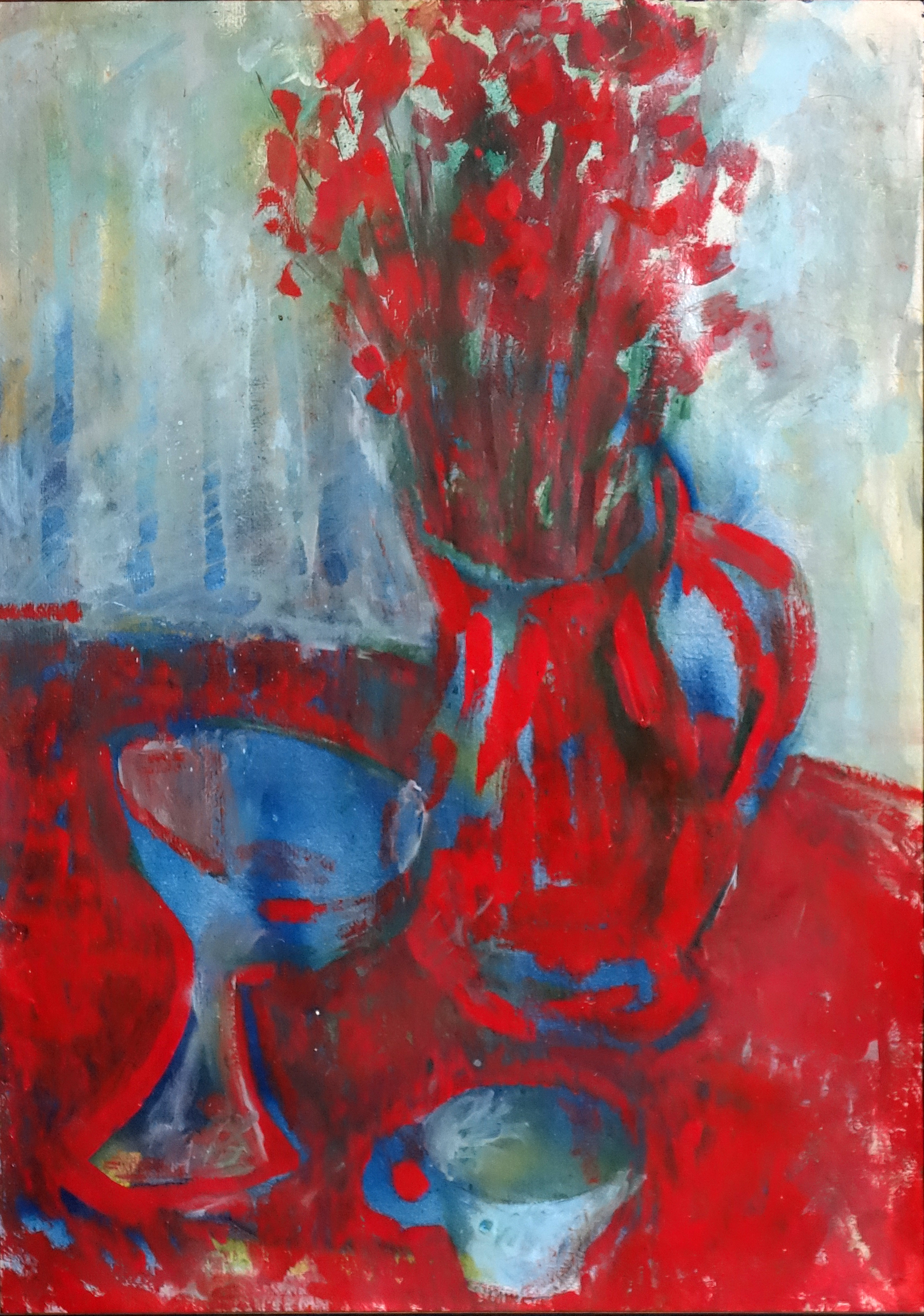
«Красный натюрморт», к/м, 100х70. 1995
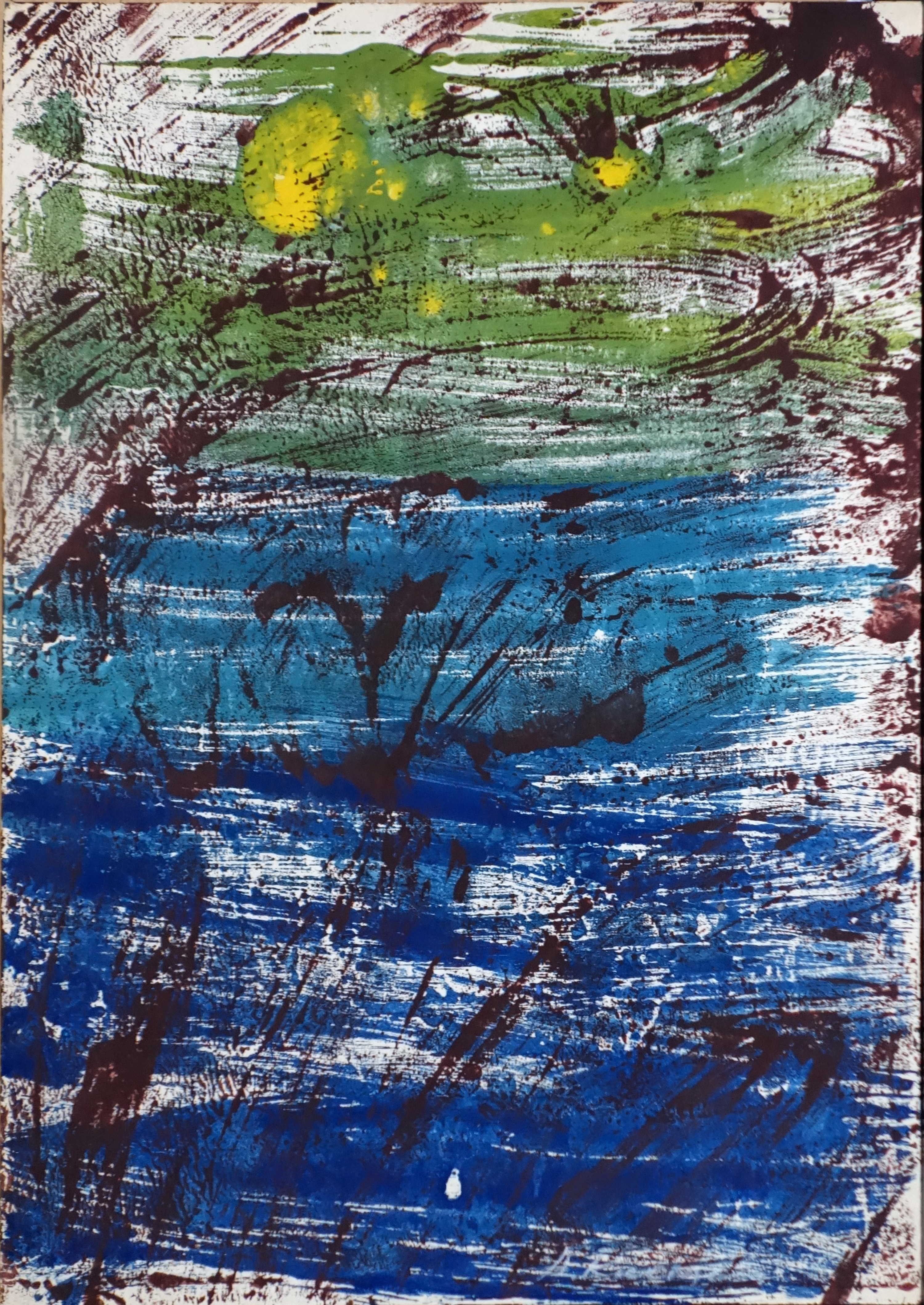
«Композиция № 3», б/г, 27х19, 1985
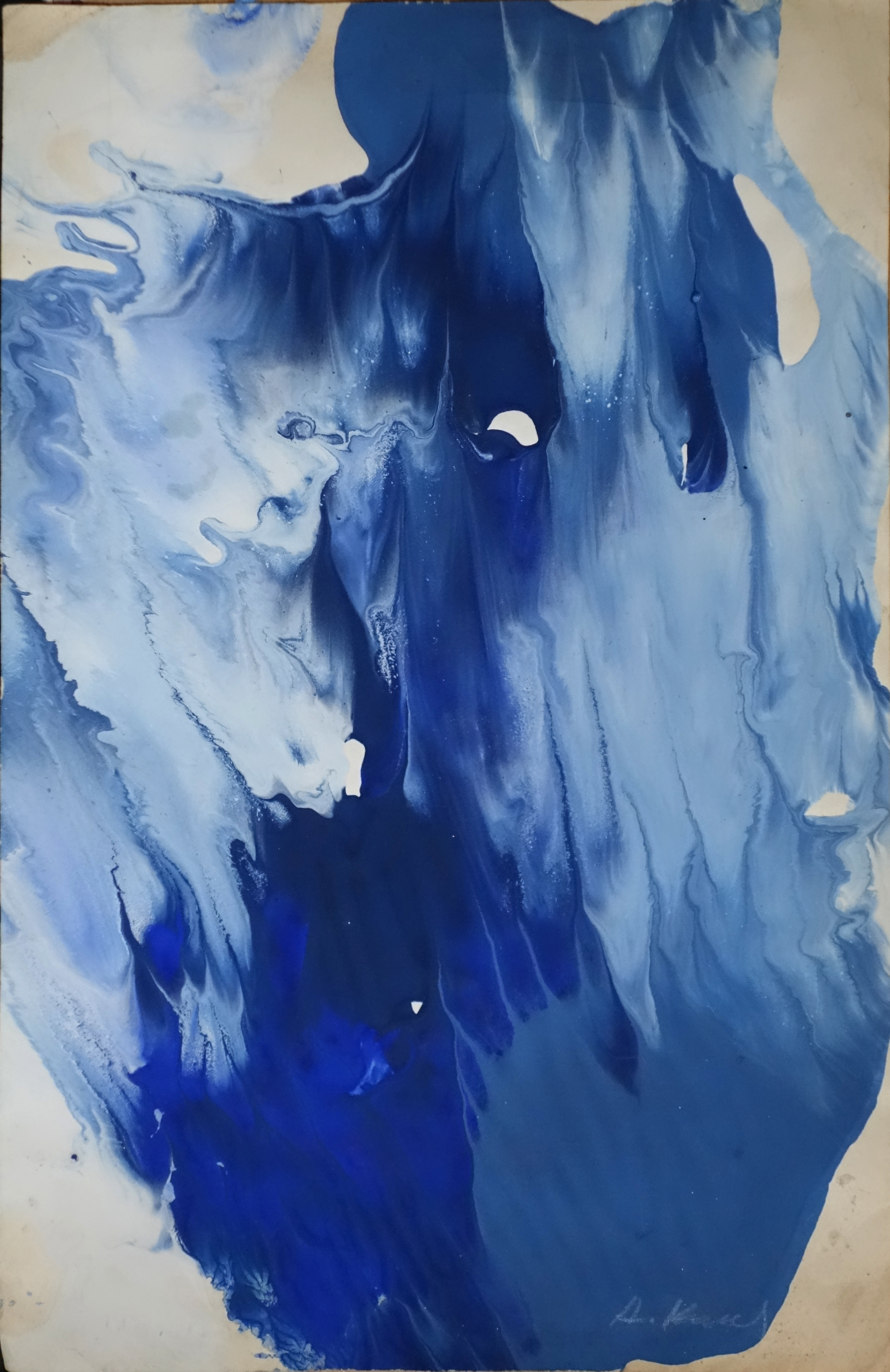
«Композиция № 11», б/г, 36х23, 1984
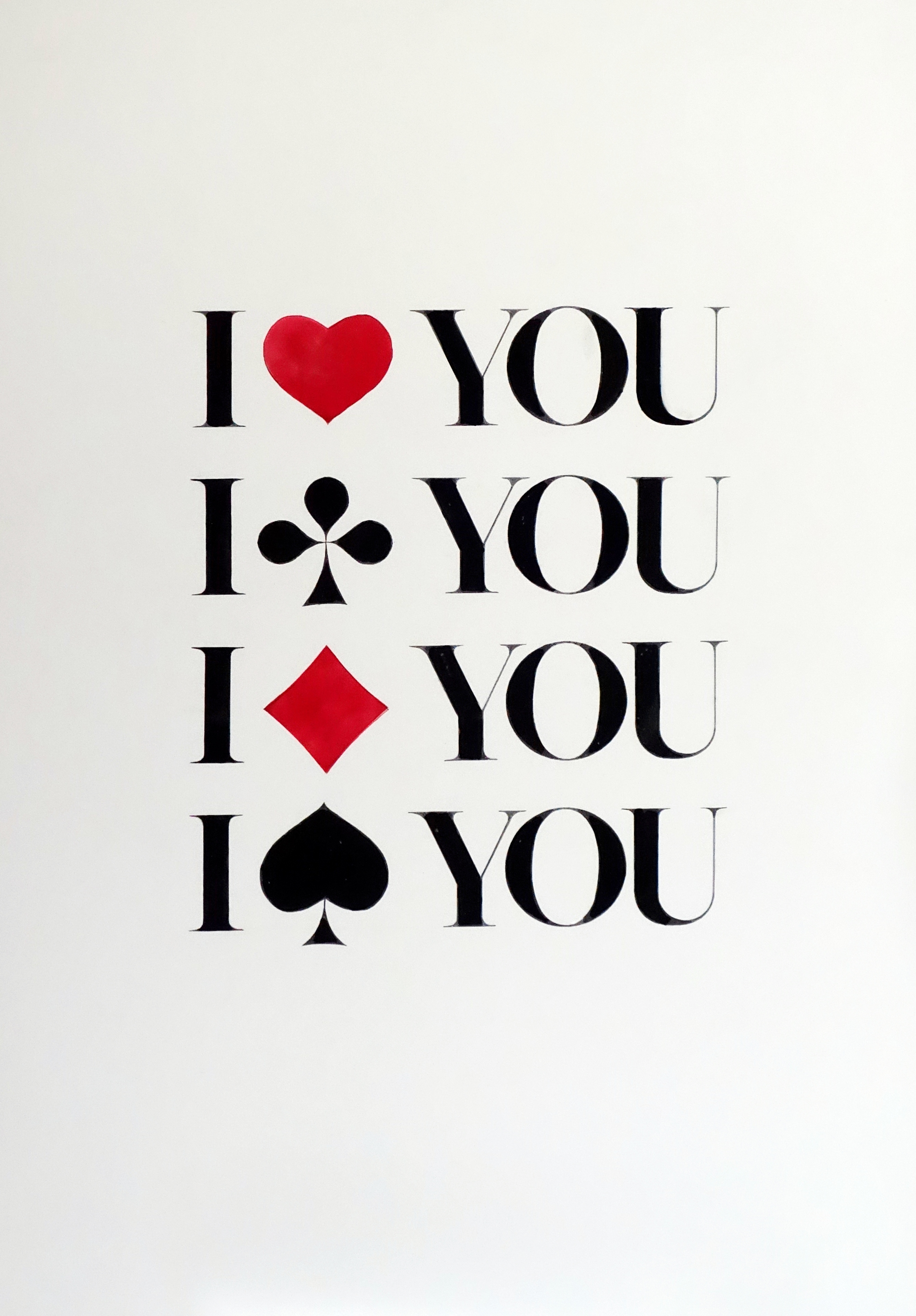
«Превратности любви I», плакат, к/г, 91,5х63,5, 1989
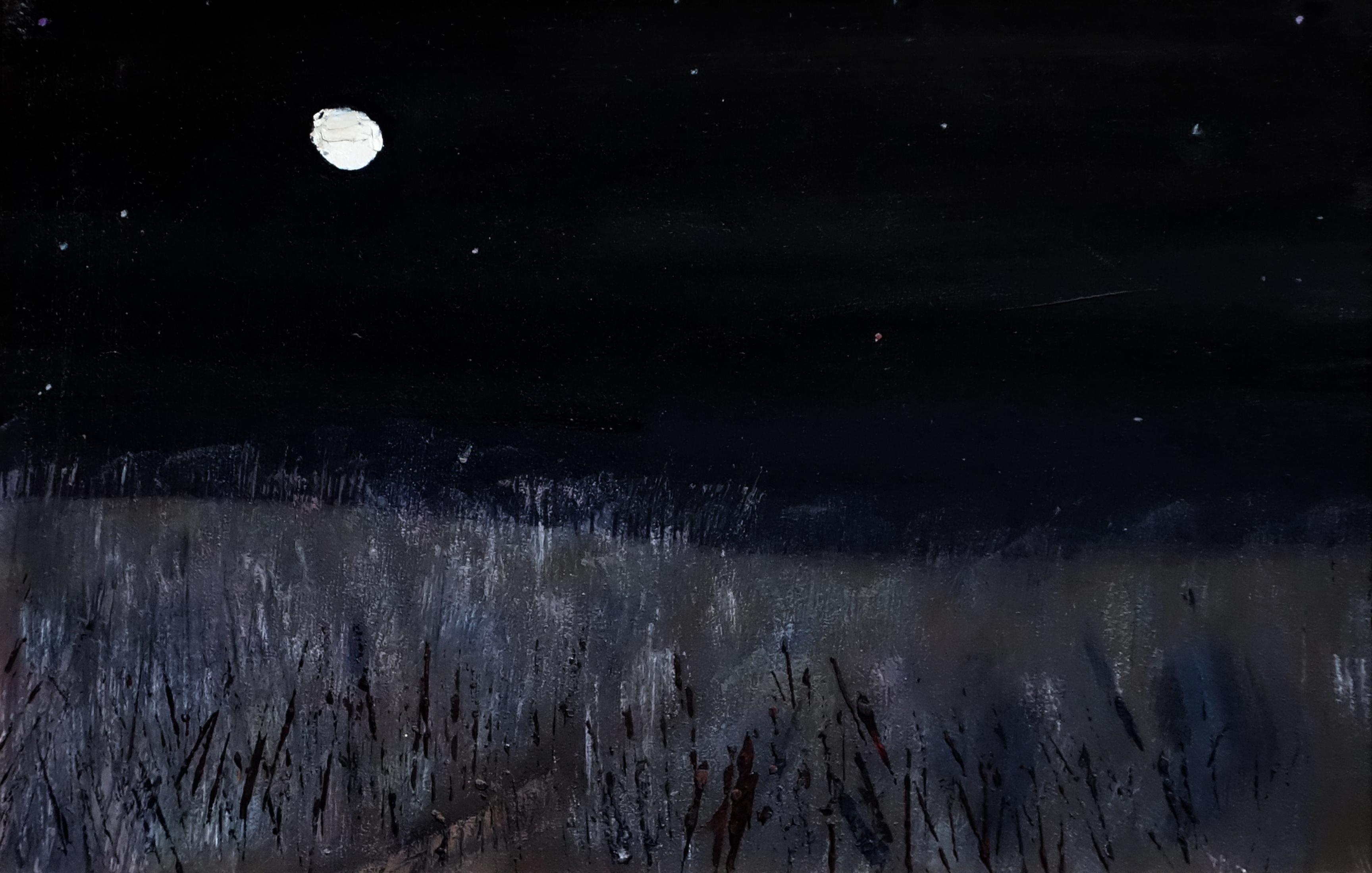
«Ночь в Мержаново», к/м, 28х39, 2008